# Anis Ben Slimane
Anis Ben Slimane, né le 16 mars 2001 à Copenhague au Danemark, est un footballeur international tunisien évoluant au poste de milieu de terrain à Norwich City, en prêt de Sheffield United.

## Biographie

### AB Copenhague
Né à Copenhague au Danemark, Anis Ben Slimane change souvent de club dans sa jeunesse, en passant par plusieurs équipes de jeunes du pays avant de rejoindre l'AB Copenhague à ses 14 ans.
En janvier 2018, il fait un essai d'une semaine avec le club allemand du SC Fribourg avant de revenir à Copenhague.
Il joue son premier match en professionnel le 7 avril 2018 face au IF Lyseng Fodbold (en). Il entre en jeu et son équipe l'emporte par deux buts à un ce jour-là.

### Brøndby IF
En juin 2019, Anis Ben Slimane s'engage en faveur du Brøndby IF, où il intègre dans un premier temps l'équipe des U19. Il joue son premier match en professionnel avec Brøndby le 16 février 2020, lors d'un match de Superligaen face à l'Odense BK. Il est titularisé et joue l'intégralité de cette rencontre remportée par les siens sur le score de deux buts à zéro. Il inscrit son premier but sous ses nouvelles couleurs le 8 mars 2020, face au FC Nordsjælland, en championnat. Titulaire, il ouvre le score de la tête, et les deux équipes se neutralisent (2-2).
Le 17 août 2021, il joue son premier match de Ligue des champions, lors d'une rencontre qualificative face au Red Bull Salzbourg. Il est titularisé et son équipe s'incline par deux buts à un.

### Sheffield United
Le 13 juillet 2023, il signe pour trois ans en faveur de Sheffield United.
Il joue son premier match sous ses nouvelles couleurs le 12 août 2023, à l'occasion de la première journée de la saison 2023-2024 de Premier League face à Crystal Palace. Il entre en jeu à la place de Jack Robinson et son équipe s'incline par un but à zéro,.

### Norwich City
Le 30 août 2024, Anis Ben Slimane est prêté par Sheffield United à Norwich City pour une saison avec option d'achat.
Le 13 janvier 2025, Norwich City décide de lever l'option d'achat pour le joueur, Ben Slimane signe pour un contrat courant jusqu'en juin 2028 avec le club anglais.

### En sélection
Représentant le Danemark dans la catégorie des moins de 19 ans, Anis Ben Slimane choisit ensuite de représenter la Tunisie, notamment avec les moins de 20 ans.
En octobre 2020, Anis Ben Slimane est appelé pour la première fois par Mondher Kebaier, le sélectionneur de l'équipe nationale de Tunisie. Le 9 octobre 2020, il honore sa première sélection face au Soudan. Il est titularisé ce jour-là et inscrit également son premier but, participant à la victoire de son équipe, qui s'impose par trois buts à zéro. Il dispute sa première compétition internationale lors de la coupe d'Afrique des nations 2021 au Cameroun.
Le 14 novembre 2022, il est sélectionné par Jalel Kadri pour participer à la coupe du monde 2022. En décembre 2023, il est retenu dans la liste des 27 joueurs tunisiens sélectionnés par Kadri pour disputer la coupe d'Afrique des nations 2023.

## Palmarès

### En club
Brøndby IF
- Champion du Danemark
  - 2021

### En sélection
Équipe de Tunisie
- Coupe Kirin
  - 2022